# Marquesado de Yanduri
El marquesado de Yanduri es un título nobiliario español creado por el rey Alfonso XIII en favor de Pedro de Zubiría e Ibarra, empresario vasco, mediante real decreto del 13 de noviembre de 1914 y despacho expedido el 29 de diciembre del mismo año.

## Marqueses de Yanduri
|                           | Titular                                 | Periodo                   |
| Creación por Alfonso XIII | Creación por Alfonso XIII               | Creación por Alfonso XIII |
| ------------------------- | --------------------------------------- | ------------------------- |
| I                         | Pedro de Zubiría e Ybarra               | 1914-1921                 |
| II                        | Luis de Zubiría y Urízar                | 1921-1944                 |
| III                       | Luis de Zubiría y Galíndez              | 1956-2001                 |
| IV                        | María del Carmen de Tornos y Eizaguirre | 2001-hoy                  |

## Historia de los marqueses de Yanduri

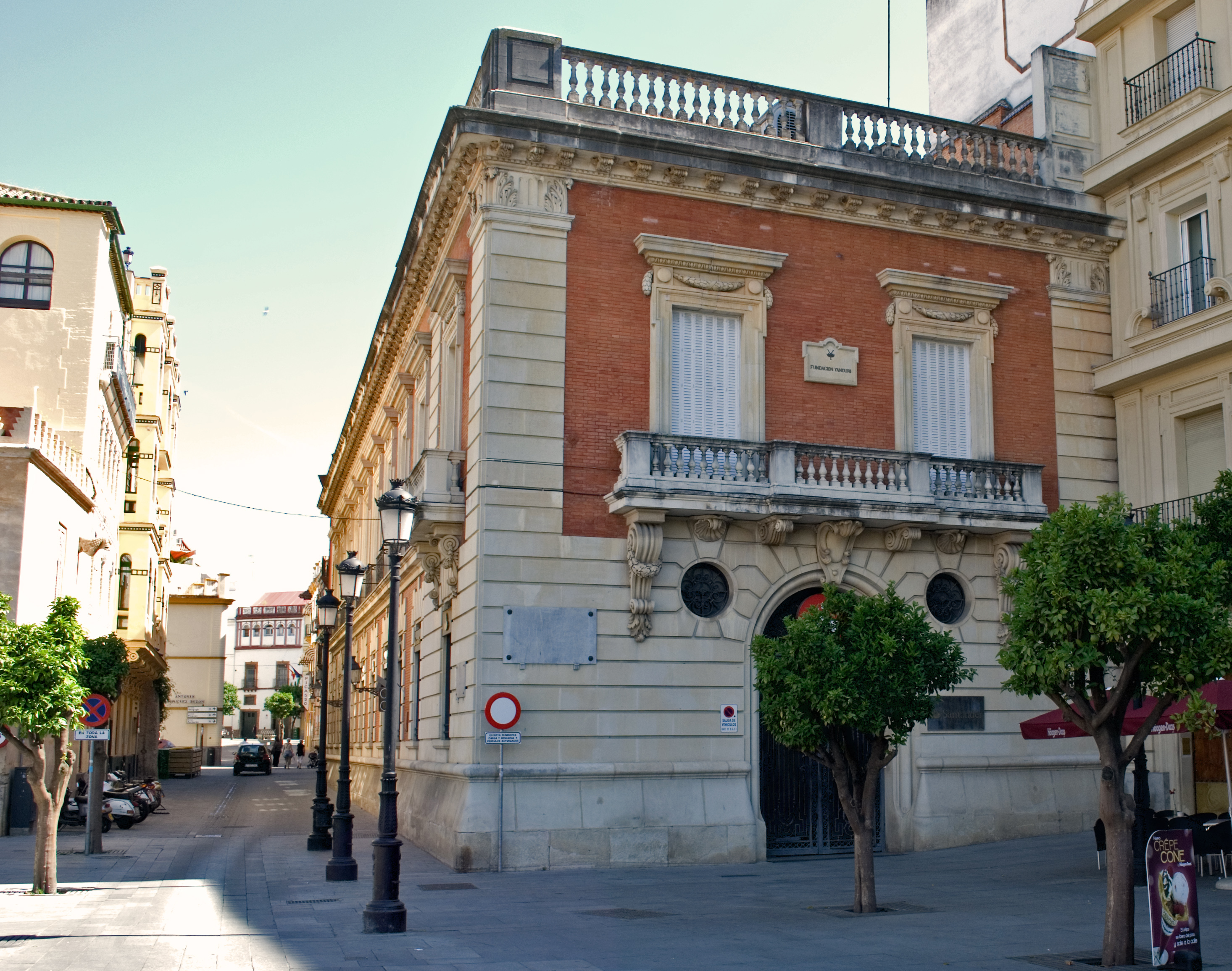
Palacio de los Marqueses de Yanduri, en Sevilla.

- Pedro de Zubiría e Ybarra (Bilbao, 7 de junio de 1862-Sevilla, 13 de octubre de 1921), I marqués de Yanduri, empresario vasco.[1]

Casó el 26 de noviembre de 1893, en Sevilla, con Teresa Parladé Heredia (m. 1933), dama noble de la Orden de María Luisa e hija de Andrés Parladé Sánchez de Quirós, II conde de Aguiar, y su esposa María Heredia Livermoore. Sin descendencia. El 26 de septiembre de 1922 le sucedió su sobrino paterno:
- Luis de Zubiría y Urízar (1876-Guecho, 5 de julio de 1944),[4] II marqués de Yanduri.[1] Era hijo de Luis de Zubiría e Ybarra y Florentina Urízar y Roales, hija primogénita de Luciano de Urízar Echevarría.[1]

Casó el 19 de marzo de 1905 con María Josefa Calbetón y Undabeitia, hija de Fermín Cándido Calbetón y Blanchón y Emilia de Undabeytia y Jiménez. El 6 de abril de 1956 le sucedió su nieto:
- Luis Antonio de Zubiria y Galíndez, III marqués de Yanduri. Era hijo de Luis María de Zubiría y Calbetón (m. 1938) y Concepción Galíndez Eguílior.[1]

Falleció soltero y sin descendencia. El 19 de marzo de 2001, previa orden del 19 de febrero de ese mismo año (BOE del 13 de marzo) para que se expida la correspondiente carta de sucesión, le sucedió su sobrina segunda, hija de su primo hermano Alfredo de Tornos y Zubiría y de María Luisa Eizaguirre Díez de Rivera:
- María del Carmen de Tornos y Eizaguirre, IV marquesa de Yanduri.[3]